# サラトガ襲撃
サラトガ襲撃（サラトガしゅうげき、英語: Raid on Saratoga）はジョージ王戦争中の1745年11月28日にポール・マリン・ド・ラ・マルグ率いるフランス人とインディアンの混成軍600人がニューヨーク植民地のサラトガを襲撃した戦闘。ド・ラ・マルグはサラトガの集落に放火し、30人を殺害したほか、60から100人を捕虜にした。